# Paralstonita
La paralstonita és un mineral de la classe dels carbonats. És un polimorf de l'alstonita i la baritocalcita i forma sèrie amb l'olekminskita.

## Característiques
La paralstonita és un carbonat de fórmula química BaCa(CO₃)₂. Cristal·litza en el sistema trigonal. La seva duresa a l'escala de Mohs és 4 a 4,5.

## Formació i jaciments
A més a més de la seva localitat tipus també ha estat descrit a Rússia, Mongòlia, Finlàndia i Regne Unit. S'ha descrit associat a barita.